# Croton laeticapsulus
Espèce
Classification APG II (2003)
Croton laeticapsulus est une espèce de plantes à fleurs du genre Croton et de la famille Euphorbiaceae présente en Bolivie.